# アーメド・レダ・タグノーティ
アーメド・レダ・タグノーティ（Ahmed Reda Tagnaouti、1996年4月5日 - ）は、モロッコ・カサブランカ出身のプロサッカー選手。サッカーモロッコ代表。ウィダード・カサブランカ所属。ポジションはGK。

## 経歴
2017年にモロッコ代表デビュー。2018年5月、2018 FIFAワールドカップに参加する代表メンバー23人の一人に選ばれた。2019年までに通算3試合に出場した。2020年以降試合出場は無いが、2022 FIFAワールドカップのメンバーにも選ばれた。

## 代表歴

### 出場大会
- モロッコ代表
  - 2018 FIFAワールドカップ
  - 2022 FIFAワールドカップ

### 試合数
- 国際Aマッチ 3試合 0得点（2017年-2019年）[1]

| モロッコ代表 | 国際Aマッチ | 国際Aマッチ |
| 年           | 出場        | 得点        |
| ------------ | ----------- | ----------- |
| 2017         | 1           | 0           |
| 2018         | 1           | 0           |
| 2019         | 1           | 0           |
| 通算         | 3           | 0           |

## タイトル

### クラブ
ウィダード・カサブランカ
- ボトラ: 2016–17, 2018-19, 2020-21, 2021-22

イティハド・タンジェ
- ボトラ: 2017–18

### 代表
- アフリカネイションズチャンピオンシップ: 2018

### 個人
- ボトラ年間最優秀ゴールキーパー : 2018-19
- CAFチャンピオンズリーグ最優秀ゴールキーパー : 2022

### 勲章
- モロッコ国家勲章（英語版） : 2022[3]